# Johanna Setzer

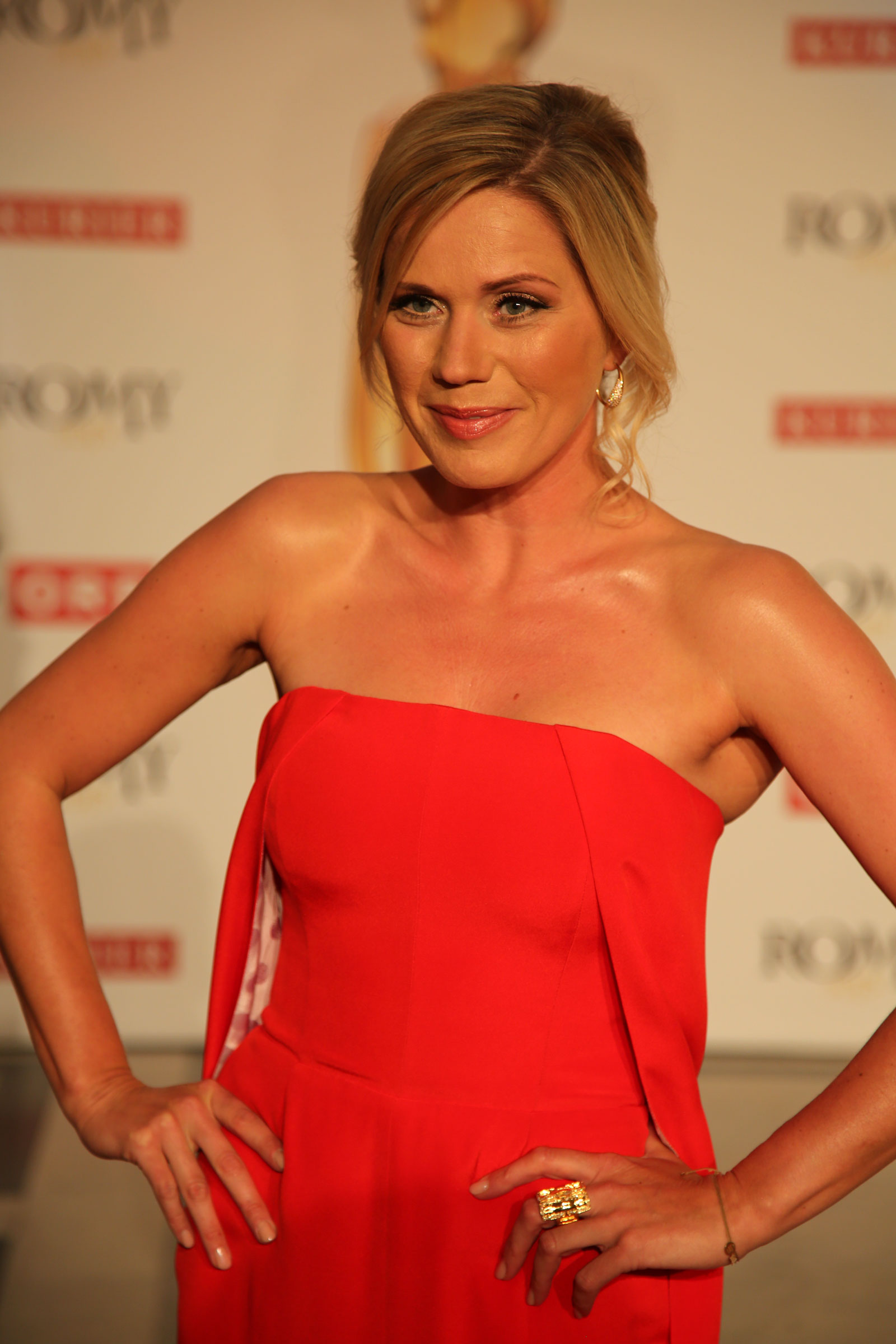
Johanna Setzer bei der Romyverleihung 2015.

Johanna Setzer (* 29. Oktober 1979 in Wien) ist eine österreichische Fernsehmoderatorin.

## Leben
Nach der Matura mit Schwerpunkt Zeichnen & Gestalten und einer Fachbereichsarbeit in Psychologie studierte Setzer Publizistik und Pädagogik an der Universität Wien, arbeitete unter anderem als Backstage-Guide für den ORF, als Moderatorin beim Einkaufsradio „Radio Max“ und als Redakteurin und Producerin bei Red Entertainment im Auftrag von ATV+. Seit 2004 ist sie Frühstücks-TV-Moderatorin in Österreich. Dabei prägte sie die ersten acht Jahre des Café-Puls-Frühstücksfernsehens von ProSieben Austria, Sat.1 Österreich und Puls 4 maßgeblich.
Darüber hinaus war sie unter anderem auch bei der TV-Übertragung des Life Balls 2008 im Einsatz, moderierte die Sendung „Mach mir den Antrag - Letzte Chance für Heiratsmuffel“ und trat in anderen TV-Shows wie etwa dem Länderduell Deutschland gegen Österreich in Sat.1 auf. Seit August 2011 moderiert Setzer neben dem Frühstücksfernsehen auch die Hauptabendshow "Millionär sucht Frau" von Puls 4.
Setzer führt außerdem durch Veranstaltungen wie etwa für die Rewe-Gruppe, das Gesundheits- und das Wirtschaftsministerium oder die Österreichische Sporthilfe und trat in der Vergangenheit auch als Laudatorin beim Amadeus Austrian Music Award oder der Romy-Verleihung auf.
Vom Medienmagazin Extradienst wurde sie im Jahr 2011 als beste Talkmasterin Österreichs ausgezeichnet. 2018 wurde sie zum sechsten Mal für einen Romy nominiert.

## Privates
Setzer ist mit dem Anwalt Nikolaus Rast verheiratet und lebt in Wien. 2019 bekam das Paar ihr erstes, 2023 das zweite gemeinsame Kind. In ihrer Freizeit betreibt sie Kickboxen. Sie unterstützt seit Jahren die Brustkrebshilfeaktion www.pinkribbon.at und ist auch deren Botschafterin.